# Notre-Dame-de-l'Isle
Notre-Dame-de-l'Isle is een gemeente in het Franse departement Eure (regio Normandië) en telt 665 inwoners (2005). De plaats maakt deel uit van het arrondissement Les Andelys.

## Geografie
De oppervlakte van Notre-Dame-de-l'Isle bedraagt 11,9 km², de bevolkingsdichtheid is 55,9 inwoners per km².
De onderstaande kaart toont de ligging van Notre-Dame-de-l'Isle met de belangrijkste infrastructuur en aangrenzende gemeenten.

## Demografie
Onderstaande figuur toont het verloop van het inwonertal (bron: INSEE-tellingen).

## Externe links

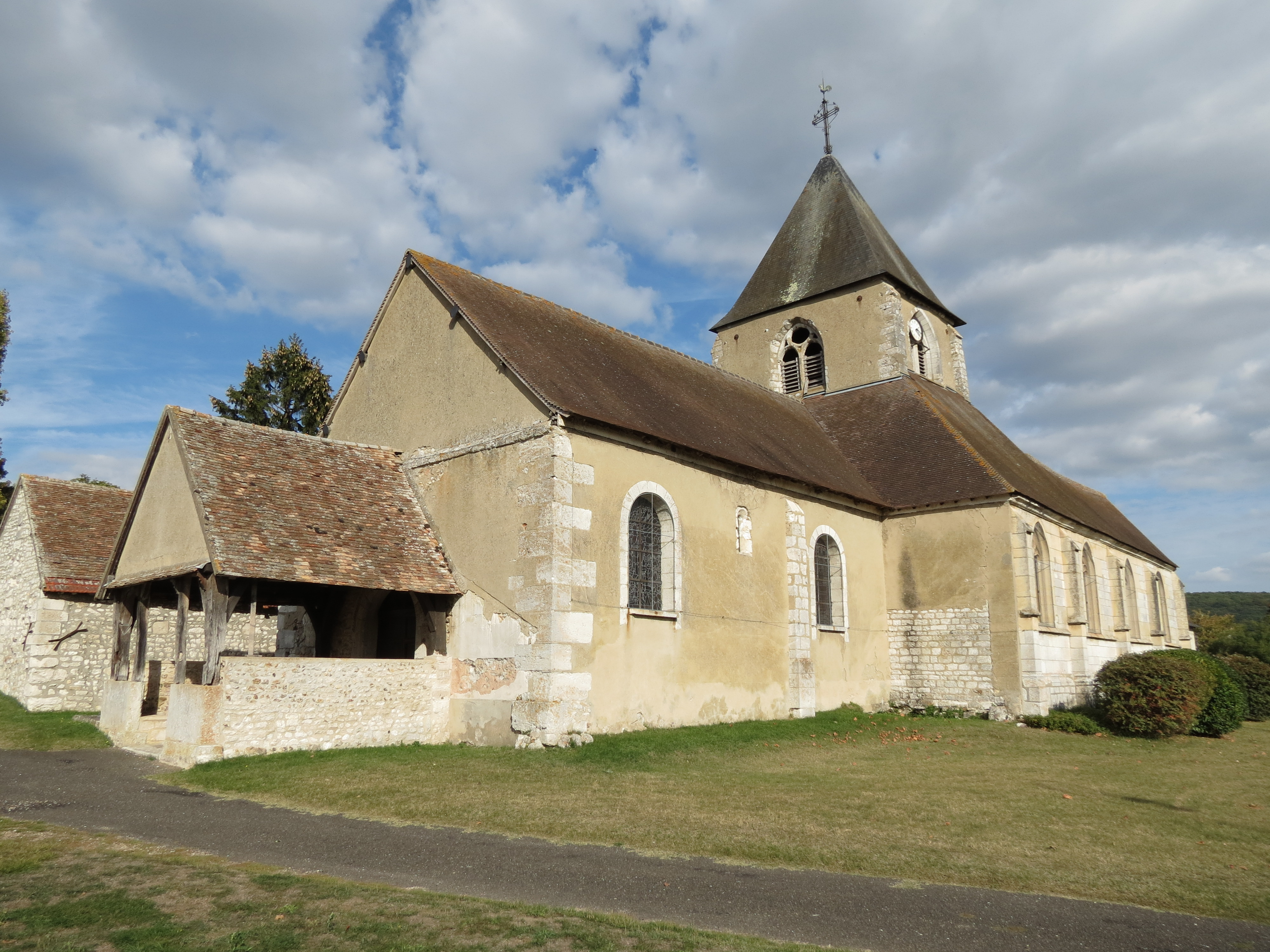
Notre-Dame